# Louise-Juliana d'Orange-Nassau
Louise-Juliana d'Orange-Nassau, née le 31 mars 1576 et morte le 15 mars 1644, est la fille de Guillaume Ier d'Orange-Nassau et de Charlotte de Montpensier. Elle épouse, en 1593, Frédéric IV du Palatinat (1574-1610).

## Descendance
- Louise-Julienne de Palatinat-Simmern (1594-1640) ∞ 1612 Jean II de Deux-Ponts, (1584-1635), fils de Jean Ier de Deux-Ponts et petit-fils de Wolfgang de Bavière,
- Catherine-Sophie de Palatinat-Simmern (1595-1626),
- Frédéric V du Palatinat (1596-1632) ∞ 1613 Élisabeth Stuart (1596-1662),
- Élisabeth-Charlotte de Palatinat-Simmern (1597-1660) ∞ 1616 Georges-Guillaume Ier de Brandebourg (1595-1640). Leur fille Edwige-Sophie épouse Guillaume VI de Hesse-Cassel,
- Anne-Éléonore de Palatinat-Simmern (1599-1600),
- Louis-Guillaume de Palatinat-Simmern (*/† 1600)
- Maurice-Christian de Palatinat-Simmern (1601-1605),
- Louis-Philippe de Palatinat-Simmern (1602-1655) ∞ 1631 Marie-Éléonore de Brandebourg (1607-1675) fille de Joachim III Frédéric de Brandebourg

Elle est l'arrière-grand-mère de la princesse palatine, Élisabeth-Charlotte de Bavière.